# The Love Light
The Love Light is een stomme film uit 1921 onder regie van Frances Marion.

## Verhaal
Angela is de eigenaar van een vuurtoren in Italië. Wanneer haar twee broers en haar aanbidder Giovanni het leger in gaan als de Eerste Wereldoorlog uitbreekt, staat ze er helemaal alleen voor. Al niet veel later krijgt ze het nieuws dat een van haar broers is gesneuveld. Terwijl ze zijn dood probeert te verwerken, treft ze een aangespoelde aan op het strand en besluit ze hem te verzorgen. Hij stelt zichzelf voor als Joseph, een Amerikaan die uit het oog is verloren door de bemanning van het schip waarop hij verbleef.
Hij is bang dat hij aangezien zal worden als een deserteur en haalt haar over om met hem te trouwen. Hij gaat bij de haven werken en ze belooft elke avond via de vuurtorens tekens van liefde af te zenden. Wanneer ze ontdekt dat Joseph een Duitse spion is en dat de liefdestekens waarschijnlijk de dood heeft veroorzaakt van haar broer, laat ze hem aan zijn lot over bij de boze dorpelingen.
Eenzaam en verdrietig als ze is, zoekt ze heil in haar pasgeboren baby. Maria heeft zojuist haar echtgenoot en baby verloren en haalt een zuster over Angela's baby aan haar te overhandigen. Als Angela dit ontdekt, vlucht Maria via een bootje. Er dreigt echter een grote storm. Angela gaat achter ze aan en weet haar eigen baby te redden. Op dat moment keert ook Giovanni terug en sticht ze met hem een gelukkige familie.

## Rolverdeling
| Acteur          | Personage        |
| --------------- | ---------------- |
| Mary Pickford   | Angela Carlotti  |
| Evelyn Dumo     | Maria            |
| Raymond Bloomer | Giovanni         |
| Fred Thomson    | Joseph           |
| Albert Prisco   | Pietro           |
| George Regas    | Tony             |
| Eddie Phillips  | Mario Carlotti   |
| Jean De Briac   | Antonio Carlotti |